# Erik Hajas
Laszlo Erik Hajas, född 16 september 1962 i Huddinge församling, är en svensk före detta handbollsspelare. Hajas var under 1980- och 1990-talen en av världens bästa kantspelare, mest känd för sin snabbhet.

## Klubbkarriär
Erik Hajas spelade under sin karriär för de svenska elitlagen SoIK Hellas och IF Guif, Han var sedan proffs i den spanska ligan för CB Maritim Puerto Cruz på Teneriffa under en säsong 1990/1991. Då han återvände till Sverige året efter spelade han för moderklubben IFK Tumba i division 1. I högsta serien gjorde han 1 986 mål, vilket var rekord fram tills det övertogs av Zoran Roganović. 1994 gjorde Hajas som tredje spelare i historien 17 mål i en match i högsta serien.

## Landslagskarriär
Under 1981 spelade Hajas 4 ungdomslandskamper. Han landslagsdebuterade den 26 oktober 1984 mot Island. Han stod för 281 landskamper och 993 mål i landslaget enligt den nya statistiken.
Främsta meriterna i landslaget var när han var med och vann det sensationella VM-guldet 1990 och EM-guld 1994. Hajas ingick i landslagets OS-trupp vid tre tillfällen. 1988 i Seoul slutade Sverige på femte plats och 1992 och 1996 fick man silver, sedan Sverige i finalerna hade besegrats av Förenade laget (OSS+Georgien) respektive Kroatien. Med landslaget vann han 6 medaljer: 2 OS-silver, 1 VM-guld, 1 EM-guld och 2 VM-brons.

## Efter spelarkarriären
Efter spelarkarriären har han varit tränare i IFK Tumba. Hajas arbetar som brandman på Södertörns Brandförsvar.

## Individuella utmärkelser
- Allsvenskans/Elitseriens skyttekung sex gånger (1987 med SoIK Hellas; 1989, 1995, 1996, 1997 och 1998 med IF Guif)